# Dendrobium lepidochilum
Dendrobium lepidochilum är en orkidéart som beskrevs av Friedrich Fritz Wilhelm Ludwig Kraenzlin. Dendrobium lepidochilum ingår i släktet Dendrobium, och familjen orkidéer.
Artens utbredningsområde är Samoa. Inga underarter finns listade i Catalogue of Life.